# Hydroporus longulus
Hydroporus longulus is een keversoort uit de familie waterroofkevers (Dytiscidae). De wetenschappelijke naam van de soort is voor het eerst geldig gepubliceerd in 1861 door Mulsant & Rey.